# DJ Arana
Pour les articles homonymes, voir Arana et Dos Santos.
Guilherme dos Santos Galdino, plus connu son nom de DJ Arana, né le 7 octobre 2005 à Itaquaquecetuba, est un producteur et DJ brésilien. Il est devenu célèbre avec le morceau Montagem Anos 2000, qui a atteint la 18ᵉ position parmi les plus écoutés du Billboard Brasil Hot 100 .
Son nom de scène est un hommage à l'arrière Guilherme Arana, ancien joueur des Corinthians, club dont il est fan,. Il est l'une des figures importantes du funk bruxaria, un style inspiré par l'atmosphère des films d'horreur,.

## Carrière
DJ Arana commence sa carrière en produisant de la musique sur son téléphone portable en 2016. Avant de faire de la musique, il s'essaye à poursuivre une carrière de footballeur, de joueur de jeux vidéo et de danseur. Il fait actuellement environ 60 concerts par mois.
En 2023, il sort son morceau Montagem Anos 2000, dont le sample est tiré de la chanson My Humps des Black Eyed Peas. Le titre entre dans le Brasil Hot 100, le classement des meilleurs hits du pays, et dépasse les 30 millions de streams sur Spotify. En 2024, deux de ses singles, É Só Um Lance Lero Lero et Forte Forte de Lacoste sont certifiés disque de diamant.

## Discographie

### EPs
- 2022 : Carreira Solo[5]
- 2023 : A.Mago
- 2023 : Set Final de Ano
- 2024 : Viva o Romano

### Singles
2022 : DJ Dozabri, DJ Arana, Silva MC, MC Luiggi, Meno Saaint-  É Só Um Lance Lero Lero Diamant

## Prix et nominations
| Année | Prix              | Catégorie         | Résultat |
| ----- | ----------------- | ----------------- | -------- |
| 2022  | Prêmio Sobre Funk | Meilleur DJ       | Nommé    |
| 2022  | Prêmio Sobre Funk | Meilleur Mandelao | Nommé    |
| 2023  | Prêmio Sobre Funk | Meilleur DJ       | Lauréat  |